# El Porvenir
El Porvenir là một đô thị thuộc bang Chiapas, México. Năm 2005, dân số của đô thị này là 12831 người.